# Escape The Fate (Demo)
Escape The Fate es el demo de la banda Escape The Fate, grabado en el 2005. El demo contiene seis canciones, cinco de ellas grabadas posteriormente. Un precario video de la canción Not Good Enough for Truth in Cliché fue grabado por la banda y producido por J. Reyes.

## Listado de canciones
Todas las canciones escritas y compuestas por Escape the Fate. 
| N.º | Título                                           | Duración |  |
| 1.  | «Not Good Enough for Truth in Cliché (Demo)»     | 3:41     |  |
| 2.  | «Make Up (Demo)»                                 | 3:33     |  |
| 3.  | «Chariot of Fire (Demo)»                         | 4:32     |  |
| 4.  | «I Can Swing A Mic Like Nobodys Business (Demo)» | 5:04     |  |
| 5.  | «As I'm Falling Down (Demo)»                     | 3:27     |  |
| 6.  | «The Structure Falls»                            | 4:38     |  |

## Uso posterior de las canciones
- La primera canción (Not Good Enough for Truth in Cliché) se regrabó para su álbum Dying Is Your Latest Fashion.
- La segunda canción (Make Up) se regrabó y se agregó como bonustrack en la edición japonesa de Dying Is Your Latest Fashion, también se encuentra en el sencillo Situations.
- La tercera canción (Chariot of Fire) se encuentra regrabada en su disco debut Dying Is Your Latest Fashion, bajo el título de When I go Out, Im Gonna Go Out On A Chariot of Fire.
- El cuarto tema (I Can Swing A Mic Like Nobodys Business) se renombró como There's No Sympathy for the Dead, se regrabó y fue colocada en Dying Is Your Latest Fashion, también cuenta con su propio EP There's No Sympathy for the Dead lanzado en 2006.
- El quinto tema (As I'm Falling Down) se regrabó como As You're Falling Down, incluido en el EP There's No Sympathy for the Dead y el sencillo Situations.
- El sexto tema (The Structure Falls) no se volvió a grabar.

## Personal
- Ronnie Radke - voces/screams
- Bryan Money - guitarra principal, coros.
- Omar Espinosa - guitarra rítmica, screams.
- Max Green - bajo, screams.
- Robert Ortiz - batería, percusión.
- Carson Allen - teclados, sintetizadores, coros.